# Strobelia alboguttata
Strobelia alboguttata är en tvåvingeart som beskrevs av Friedrich Georg Hendel 1914. Strobelia alboguttata ingår i släktet Strobelia och familjen borrflugor. Inga underarter finns listade i Catalogue of Life.